# سانتا آنا (ماگدالنا)
سانتا آنا (ماگدالنا) (به اسپانیایی: Santa Ana, Magdalena) یک سکونتگاه مسکونی در کلمبیا است که در بخش ماگدالنا واقع شده‌است.

## خصوصیات
سانتا آنا ۲۲٬۸۴۰ نفر جمعیت دارد.